# 菲利普斯学院
菲利普斯学院（英語：Phillips Academy，简称PA，又称安多福）是一所私立预科学校，提供9-12年级以及高中卒业后一年（PG）的寄宿和走读教育。该校位于美国马萨诸塞州埃塞克斯县的安多福镇。菲利普斯学院有约1,150名学生，来自52个国家和43个美国州份。菲利普斯学院是十校联盟成员。
菲利普斯学院建校于1778年，是全美历史最悠久的高中之一。学校曾为男校，后于1973年与女校亚伯特学院合并，提供混合教育。菲利普斯学院拥有许多著名校友，包括美国总统老布什和小布什等政要、五位诺奖得主和八位美国荣誉勋章得主。许多美国当代媒体称该校属于美国的精英学校。

## 历史

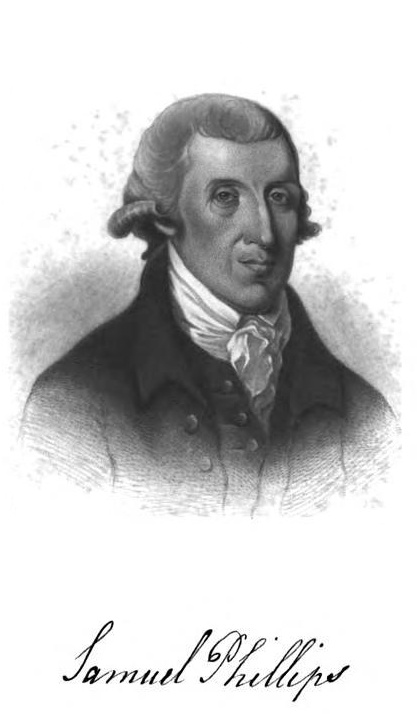
小塞缪尔·菲利普斯，菲利普斯学院的创立者

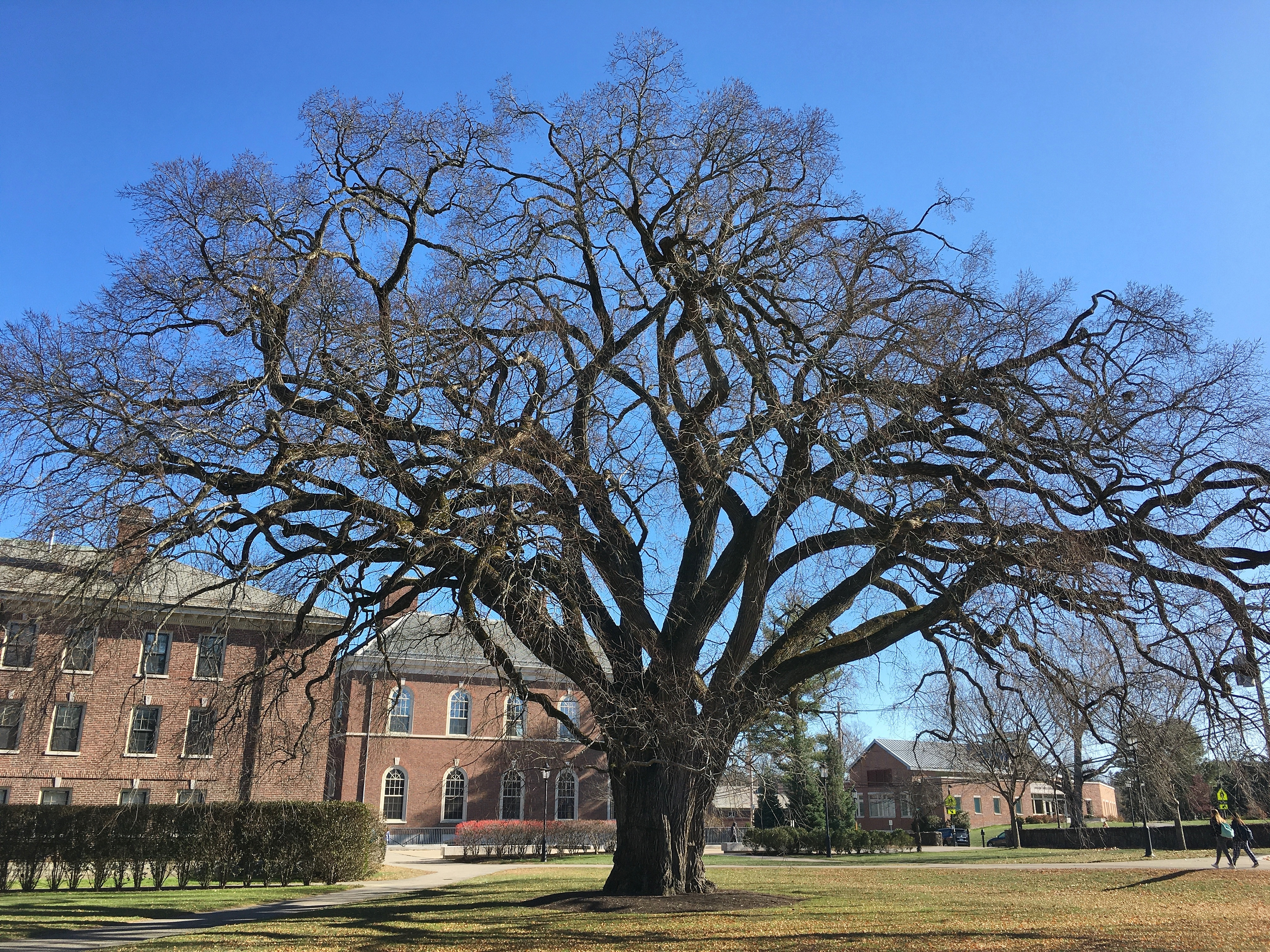
菲利普斯学院的大榆树，至2018年已有300岁

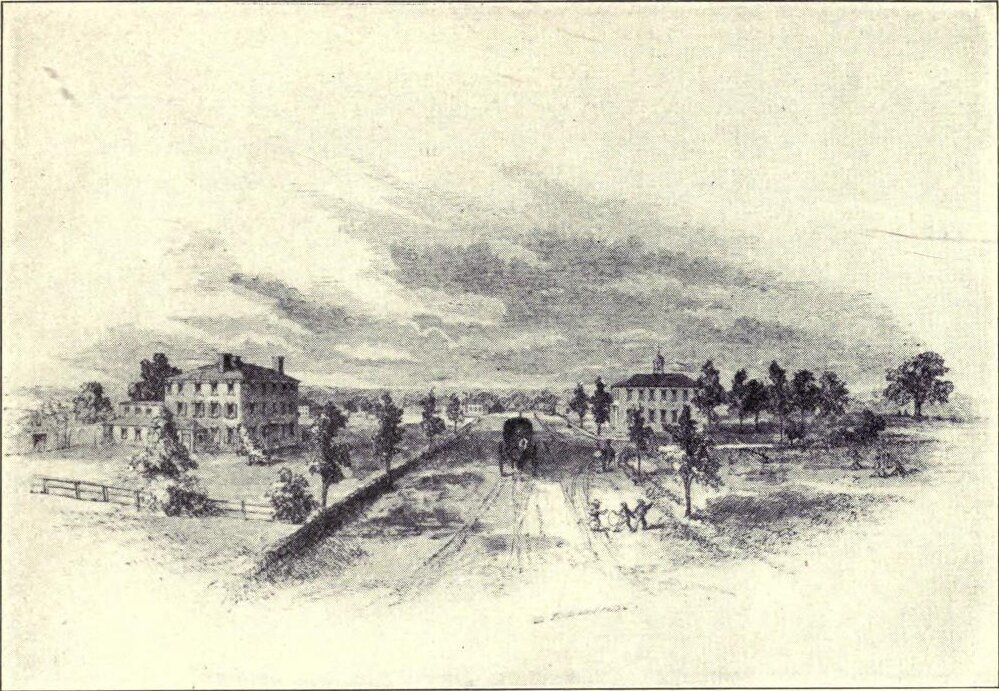
菲利普斯学院，约1786年绘

### 创校
菲利普斯学院于1778年由小塞缪尔·菲利普斯建立，是美国最早通过法律注册的私立寄宿高中。小塞缪尔对美国革命时期教育衰退感到失望，决定为了殖民地的未来办学。帮助小塞缪尔·菲利普斯办学的还有他的商业伙伴伊利法萊特·皮尔逊，他成了学院的首位校长。菲利普斯学院宪章于1778年4月21日签署，学院于同年4月30日开张。创校第一年，乔治·华盛顿造访了菲利普斯学院。
小塞缪尔的伯父约翰·菲利普斯资助了菲利普斯学院的创办，见其创办成功，便后来在1781年于新罕布什尔州的埃克塞特建立了菲利普斯埃克塞特学院。
1782年，美国革命者保罗·里维尔为菲利普斯学院制作了校徽。校徽上，太阳中的拉丁文“Non Sibi”意为“勿为利己”，而横幅上的拉丁文“Finis Origine Pendet”意为“有始方有终”。
1789年，华盛顿来到新英格兰地区时，在菲利普斯学院发表了讲话。华盛顿将他许多亲属，包括他的一个侄子和八个侄孙，送入菲利普斯学院就读。
1806年，伊利法萊特·皮尔逊离任哈佛大学代主席。为了对抗基督教一位论派的兴起，皮尔逊在菲利普斯学院附近建立了安多福神学院。菲利普斯学院和安多福神学院在之后一个世纪内共享校园，受同一董事会管辖，直到神学院于1908年迁至马萨诸塞州剑桥。
1829年5月，菲利普斯学院的董事们遵从小塞缪尔·菲利普斯之妻的遗愿，创建了女校亚伯特学院。亚伯特学院是新英格兰地区最早的女校之一。

### 近代
1857年，菲利普斯学院的学生创办了校报《菲利普人》，该报是全美最古老的中学校报。
1865年，理查德·T·格林纳从菲利普斯学院毕业进入哈佛大学。他是菲利普斯学院的第一位非裔美国人毕业生，后亦成为哈佛大学的第一位非裔美国人毕业生。
1878年5月，菲利普斯学院和菲利普斯埃克塞特学院展开了棒球比赛，随后两校正式结为对手学校。两校之间的的体育比赛可追溯至1861年。
菲利普斯学院在1878-1879年间还接受了11名中国留美幼童，其中便有后来的清廷驻美公使梁诚。

### 现代
1942年，菲利普斯学院开设了夏校。
1949年，时任校长约翰·梅森·坎佩尔（John Mason Kemper）解散了学校中的秘密结社。
1973年，菲利普斯学院与亚伯特学院合并，学校变为男女合校，提供混合教育。
1980年，菲利普斯学院经中华人民共和国教育部批准，与哈尔滨工业大学开展了交换生项目，哈工大每年将三名大一新生送入菲利普斯学院12年级就读。1985年，哈工大向菲利普斯学院派出了第一位访问学者。后来，菲利普斯学院也向哈尔滨输出交换生。学院与哈工大的交换生项目结束于1995年。在这一批哈工大-菲利普斯交换生中，有后来的中信集团董事长张懿宸。他于1982年作为交换生从菲利普斯学院毕业，于2019年成为学院董事会成员。
学校董事会于2019年初选举埃米·C·佛斯（Amy C. Falls，1982届校友）为董事会主席，她是学校历史中担任此职的第一位女性。

## 学术
菲利普斯学院提供逾300门课程，平均每班约有13名学生。学院师资力量逾200人，学生和教师的比例为5:1。学院图书馆藏书逾八万本，一周开放85个小时。在课程方面，学院开设常规、AP难度、高于AP难度直至大学二年级难度的课程，均采用0-6分的计分方式。菲利普斯学院是AP课程在1950年代的发起学校之一。
菲利普斯学院入学竞争激烈，2017年录取率为13%。学院2020届毕业生中，SAT阅读与写作部分均分为716，数学部分均分为730；ACT综合均分为31.6。在2016-2019年之间，菲利普斯学院对于哈佛大学、塔夫茨大学、芝加哥大学、宾夕法尼亚大学和耶鲁大学，各派出了超过30名毕业生。

## 建筑和设施

### 教学楼

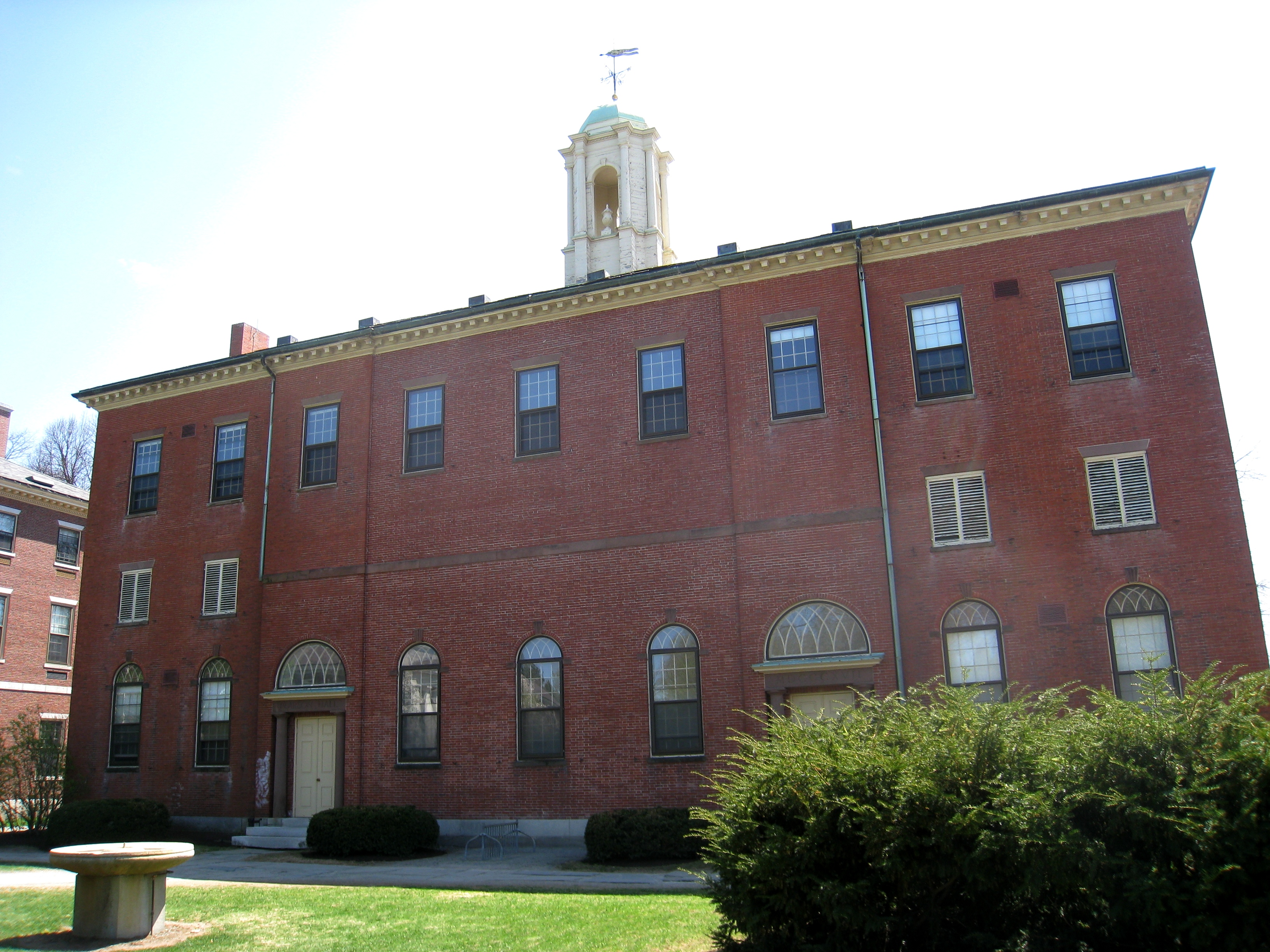
皮尔逊楼（Pearson Hall）
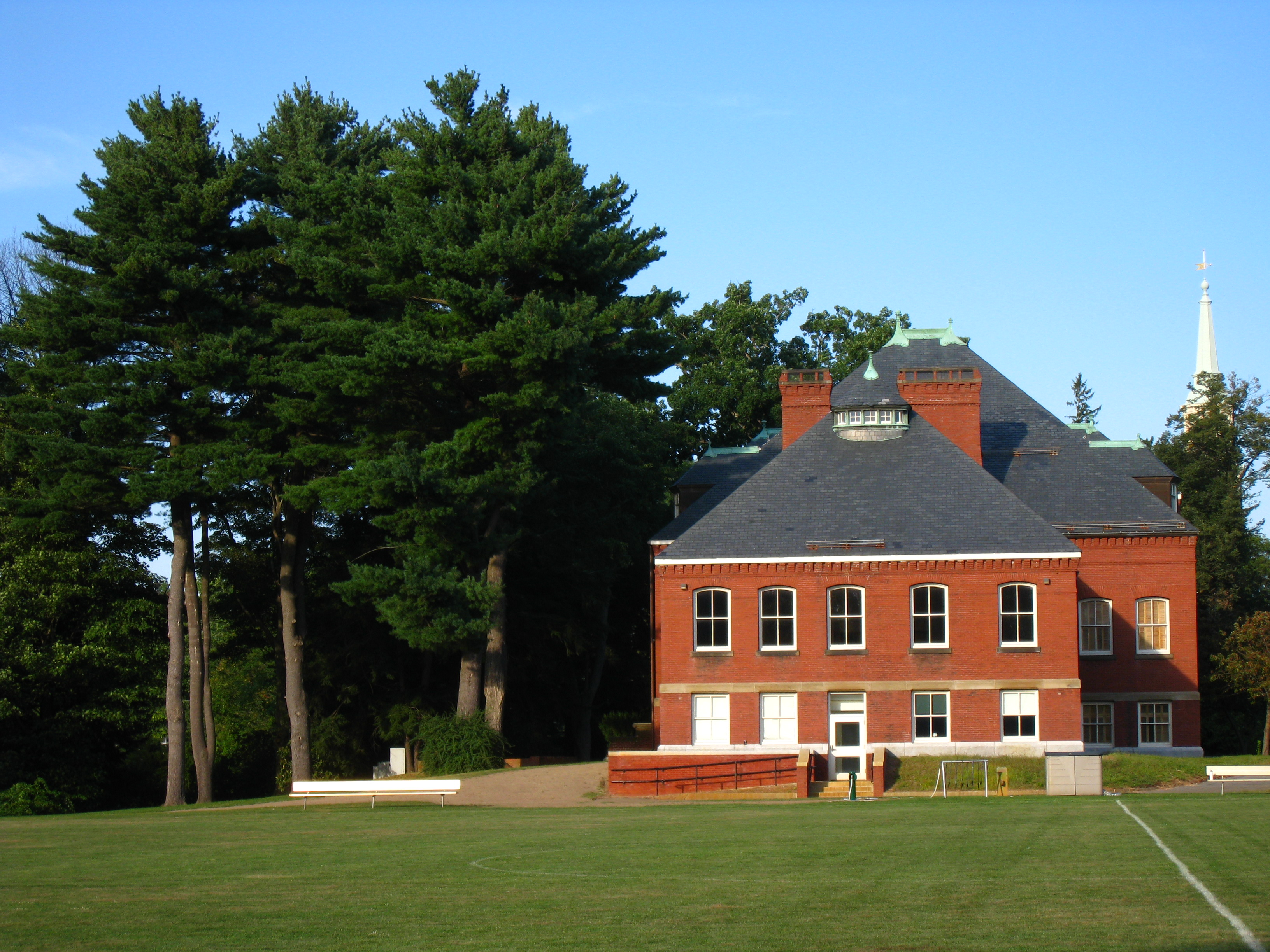
格雷夫斯楼（Graves Hall）
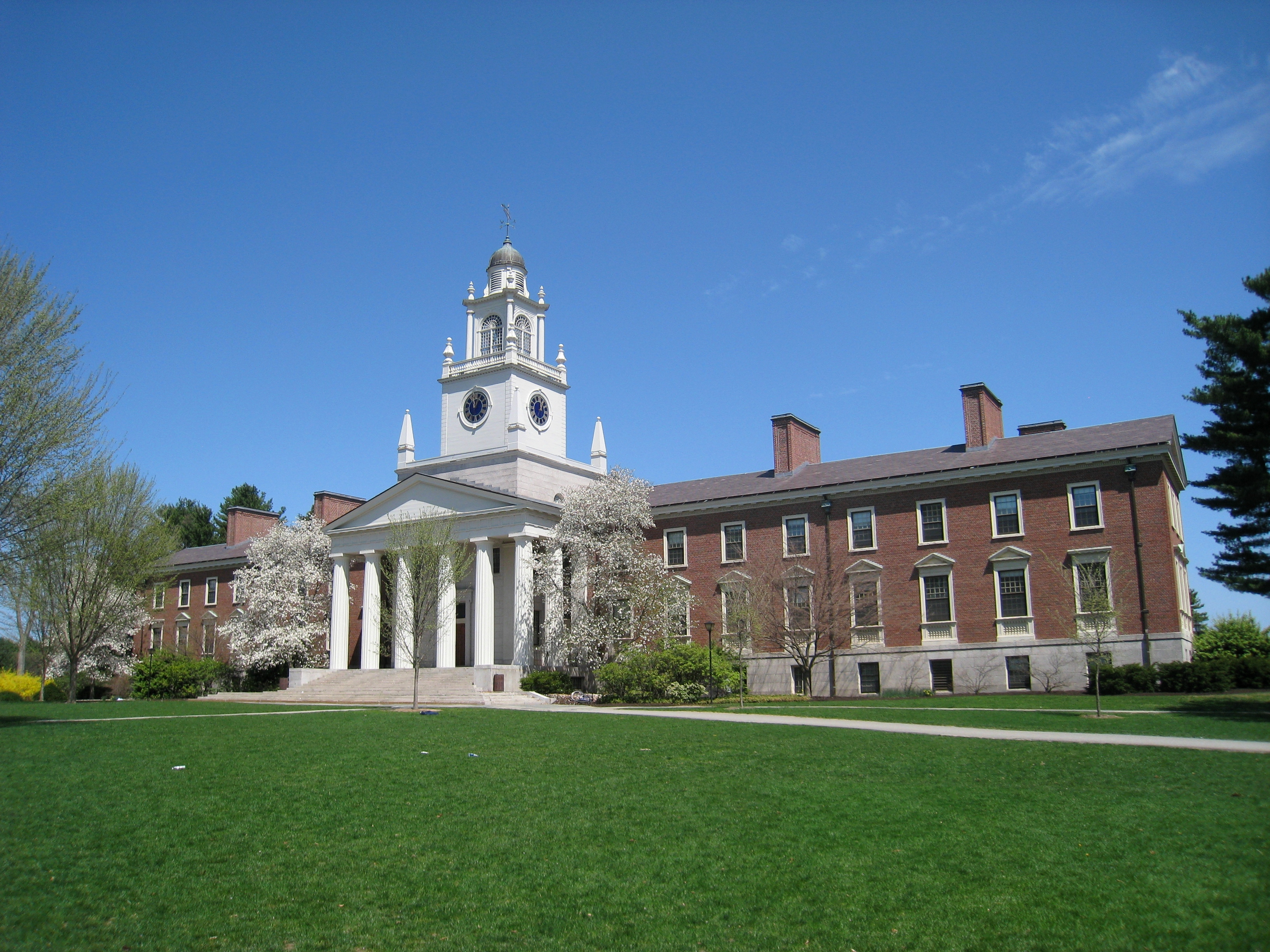
塞缪尔·菲利普斯楼（Samuel Phillips Hall）
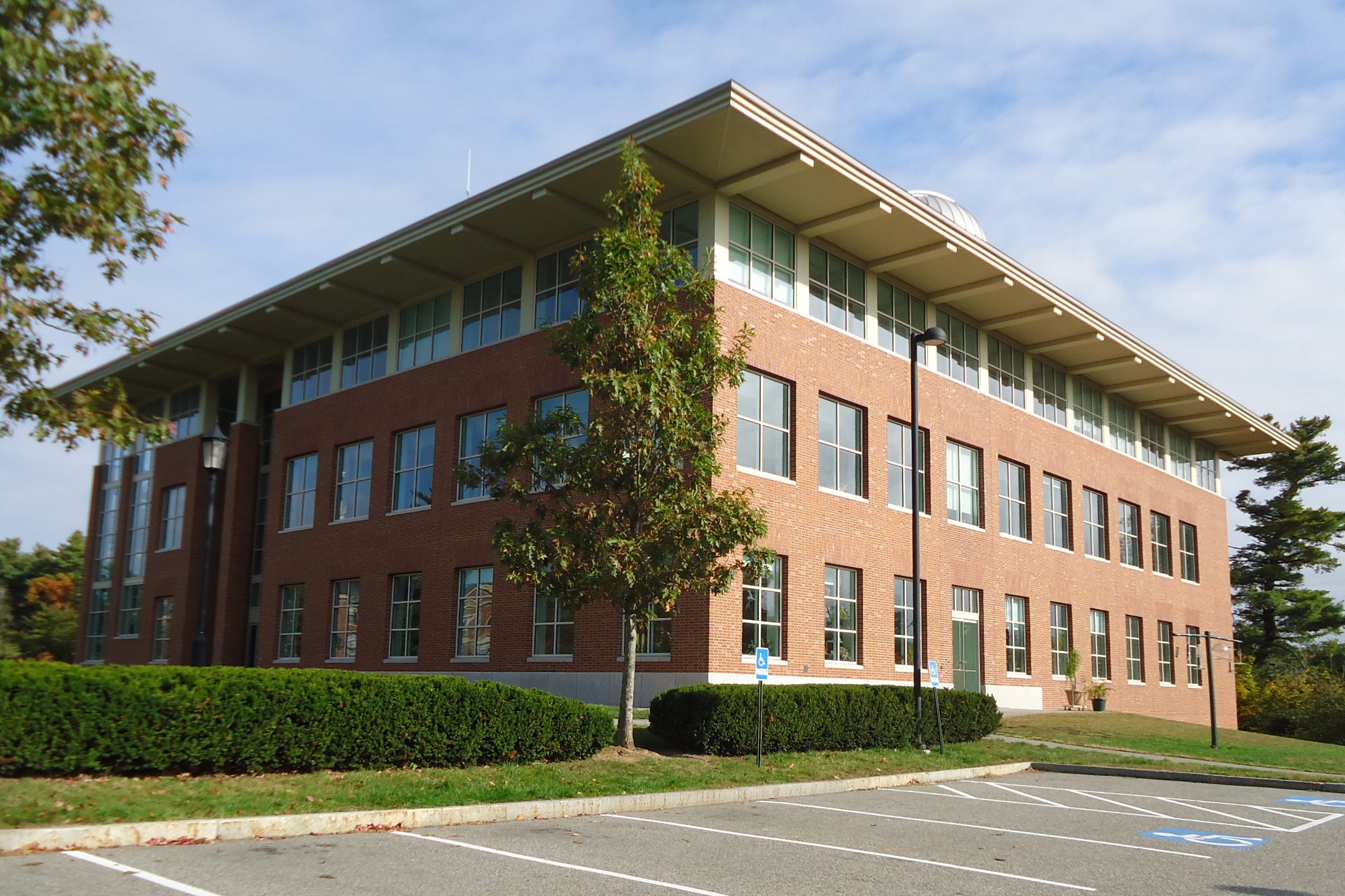
盖勒布科学中心（Gelb Science Center）

- 皮尔逊楼（Pearson Hall）建于1817年，由建筑师查尔斯·布尔芬奇设计。[42]
- 布尔芬奇楼（Bulfinch Hall）由亚舍·本杰明（英语：Asher Benjamin）于1818年设计、小威廉·菲利普斯（英语：William Phillips Jr.）捐资修建，后经多次重修。它曾被用作体育馆、食堂，现在是学院的英语系所在。该建筑取名自查尔斯·布尔芬奇，他为学院修建了皮尔逊楼。[42]
- 格雷夫斯楼（Graves Hall）是学院的音乐楼，预计将被拆除替代。[43]
- 塞缪尔·菲利普斯楼（Samuel Phillips Hall）建于1924年，以学院创始人小塞缪尔·菲利普斯命名。[44]
- 奥利弗·温德尔·霍姆斯图书馆（Oliver Wendell Holmes Library）由托马斯·柯克兰（英语：Thomas Cochran (banker)）出资建于1929年，以学院1825届校友老奥利弗·温德尔·霍姆斯命名，馆藏超八万本图书。[37]
- 摩尔斯楼（Morse Hall）以校友塞缪尔·摩尔斯命名，现在是学院的数学、统计和计算机科学系所在。[45]
- 盖勒布科学中心（Gelb Science Center）是学院的科学楼，上有天文台和分子生物学实验室。天文台配备有一台16英寸口径的反射望远镜。[46]

### 博物馆

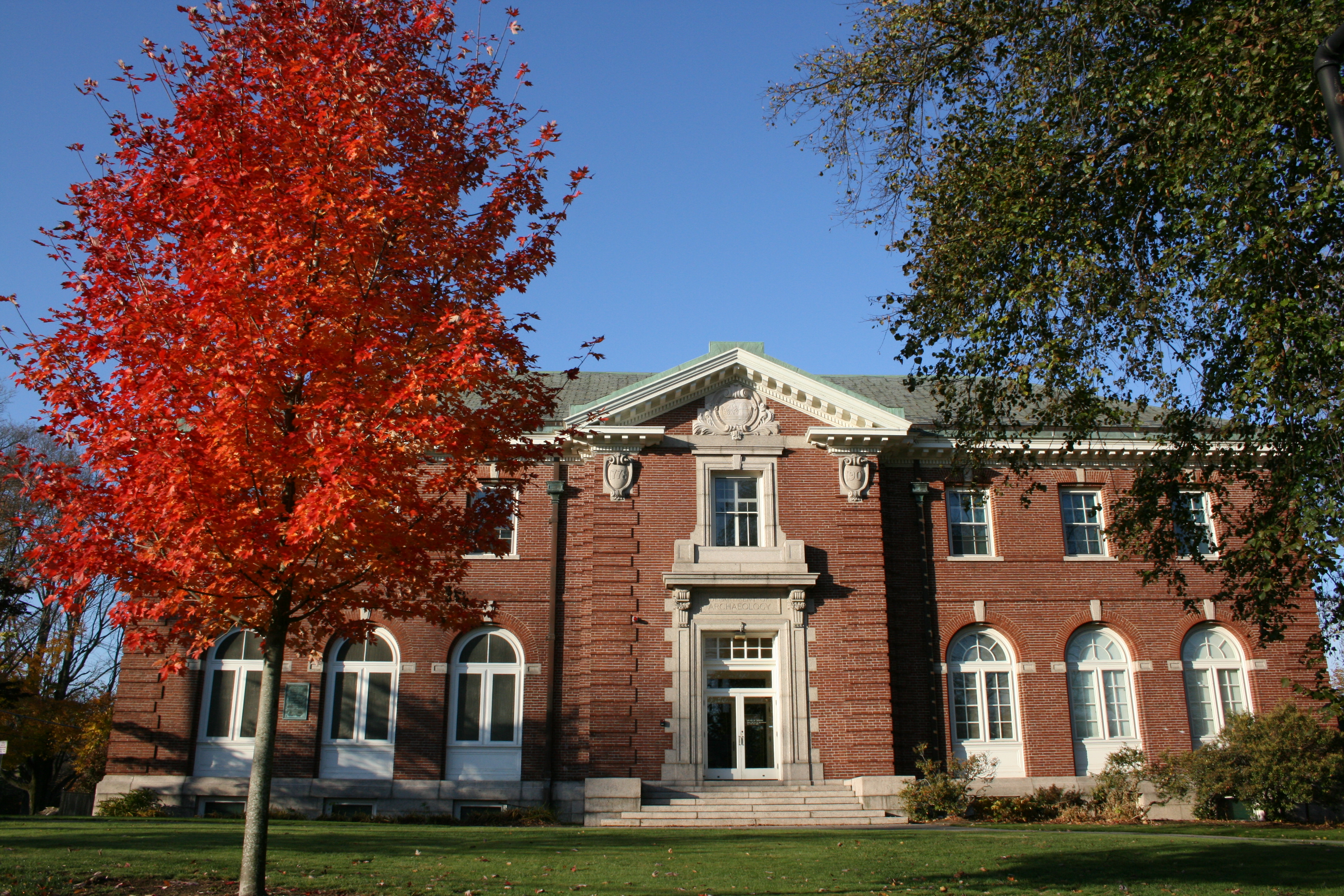
罗伯特·S·皮博迪考古研究所（Robert S. Peabody Institute of Archaeology）

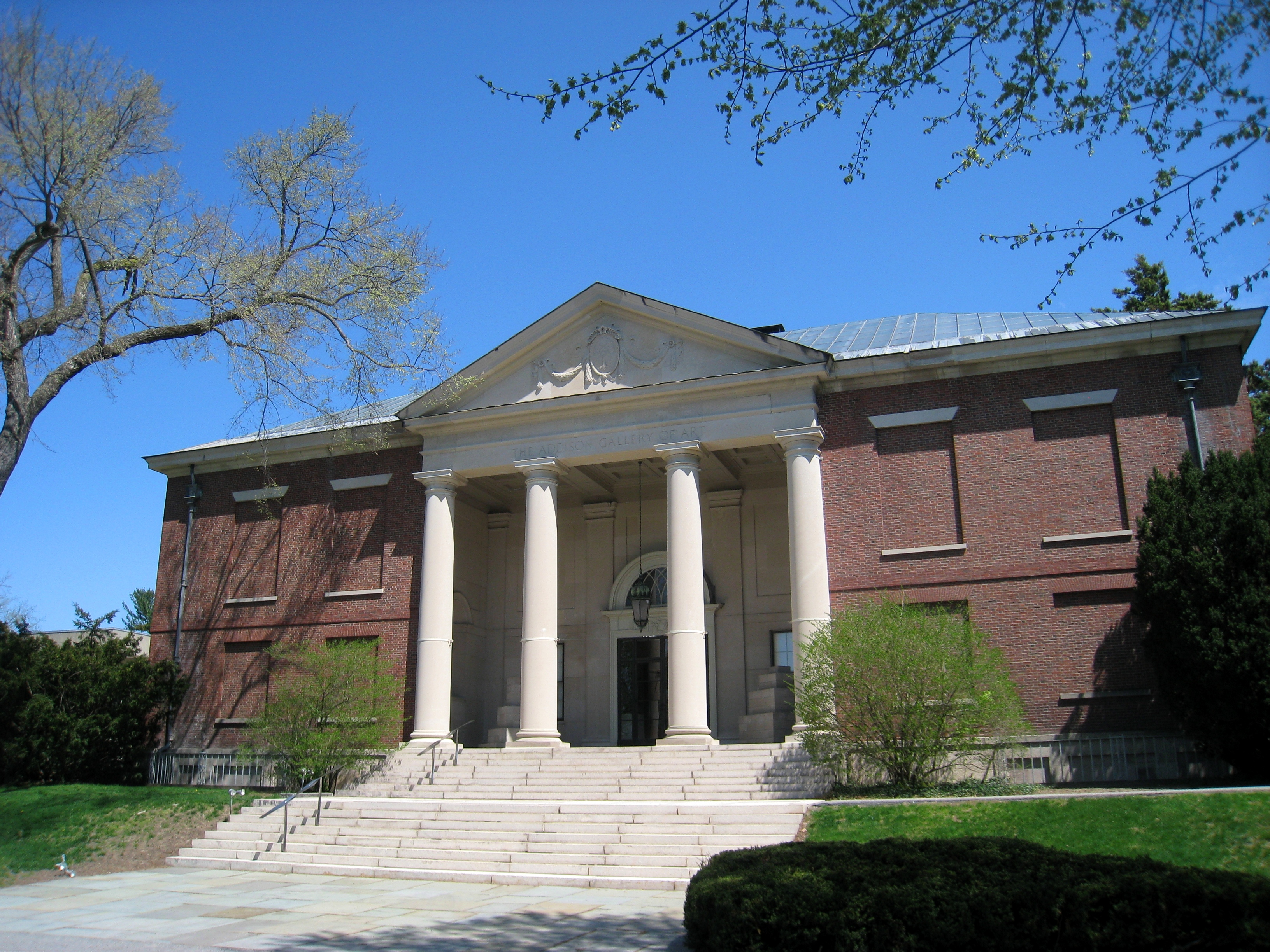
艾迪逊美国艺术博物馆（Addison Gallery of American Art）

- 罗伯特·S·皮博迪考古研究所（Robert S. Peabody Institute of Archaeology）由罗伯特·S·皮博迪（Robert S. Peabody）于1901年建立，藏有逾60,000件文物。[47][48]
- 艾迪逊美国艺术博物馆（Addison Gallery of American Art）由托马斯·柯克兰（英语：Thomas Cochran (banker)）出资建于1931年，专门收藏美国艺术家的作品。[49]博物馆有近22,000件来自18世纪至当代的藏品，每年开设大约12次展览。[50]艾迪逊馆建馆初藏有约翰·科普利、汤姆·艾金斯、温斯洛·霍默、莫里斯·普伦德加斯特（英语：Maurice Prendergast）、约翰·辛格·萨金特、约翰·亨利·特瓦克特曼（英语：John Henry Twachtman）和詹姆斯·惠斯勒的主要作品，后来通过购买和捐赠等渠道添置了亚历山大·考尔德、斯图亚特·戴维斯（英语：Stuart Davis (painter)）、亚瑟·达夫（英语：Arthur Dove）、马斯登·哈特利（英语：Marsden Hartley）、汉斯·霍夫曼（英语：Hans Hofmann）、爱德华·霍普、乔治亚·欧姬芙、杰克逊·波洛克、查尔斯·希勒（英语：Charles Sheeler）、约翰·斯隆（英语：John Sloan）、弗兰克·斯特拉、马克·布拉德福德（英语：Mark Bradford）和卡拉·沃克（英语：Kara Walker）的作品。[51]学校于2007年拨款三千万美元重新修缮艾迪逊馆。[52]

### 住宿
至2020年统计，学校共有849名住宿生。学校的宿舍中著名的有“美国屋”（America House），山缪·弗朗西斯·史密斯在此于1831年创作歌曲《为你，我的国家》。另外，学校宿舍中的“斯托屋”（Stowe House）是哈里特·伊丽莎白·比彻·斯托的故居。
- 安多福旅馆（The Andover Inn）建于1930年，位于学校校园中。[55]2019年，旅馆重新修缮，现有30间房间和两处可容纳50人的活动室。[56]

## 资金
美国《商业内幕》等媒体称，菲利普斯学院是全美国最富有的高中之一。
据2008年1月26日纽约时报报道，学校接受的捐款基金（endowment）达8亿美元。
2014年末，捐款基金总额突破10亿美元。
至2019年6月30日，学校的捐款基金达约11.3亿美元，年预算达1.35亿美元。

## 争议
2009年3月，田利·伊肯（Tenley Eakin，2002届校友）的著作《每日一片》（One Tablet Daily）出版。伊肯在该书中通过她虚构的“约翰·惠特伯里学院”（John Whitbury Academy）回顾她在菲利普斯学院的经历，其中提到了她和她的同学药物滥用、饮酒。
2016-2017年，一起由桑哈维法律事务所（Sanghavi Law Office）发起的独立调查发现，在1970年代和1980年代，菲利普斯学院和亚伯特学院存在有八起教师性骚扰学生的情况。时任校长约翰·鲍弗里和董事会主席彼得·库里向相关学生公开发表了一封道歉信。2018年，学校查出了第九名性骚扰学生的教师，校长再次发表公开道歉。

## 知名校友

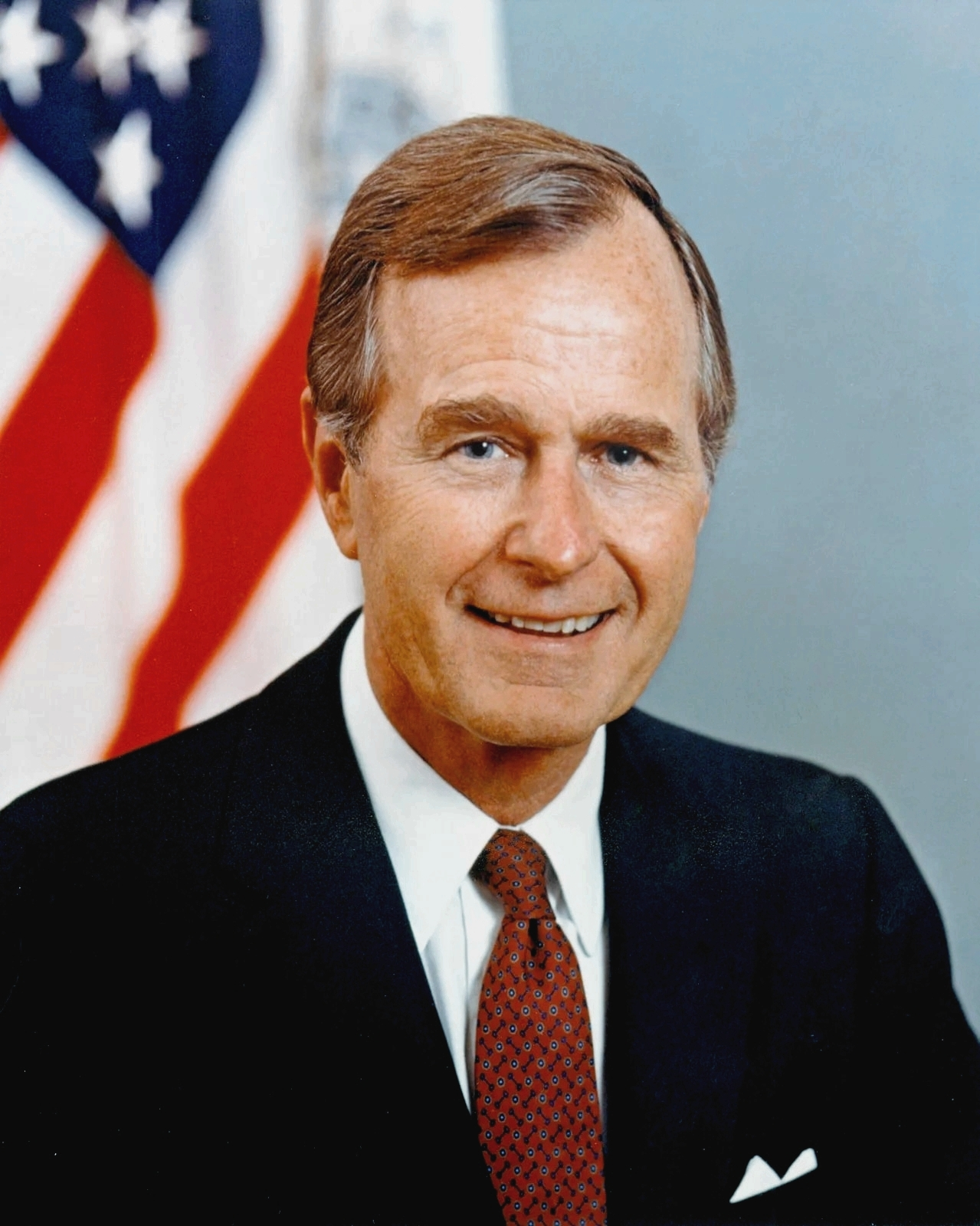
美国总统 乔治·赫伯特·沃克·布什
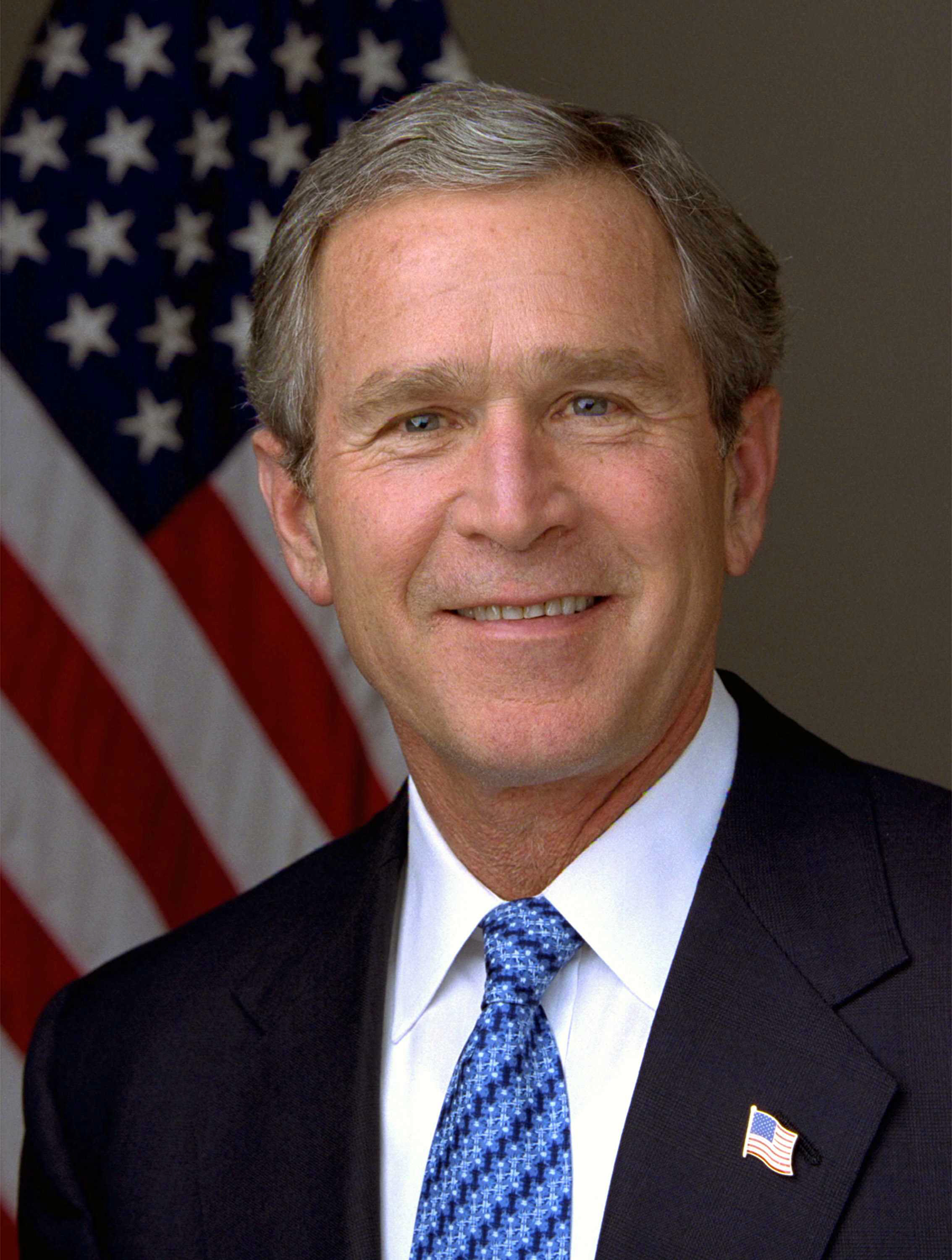
美国总统 乔治·沃克·布什
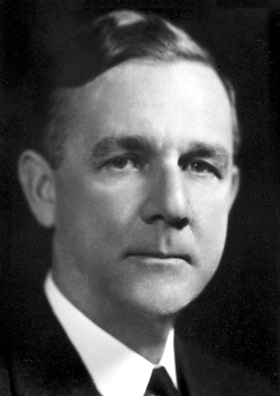
诺奖得主 乔治·惠普尔
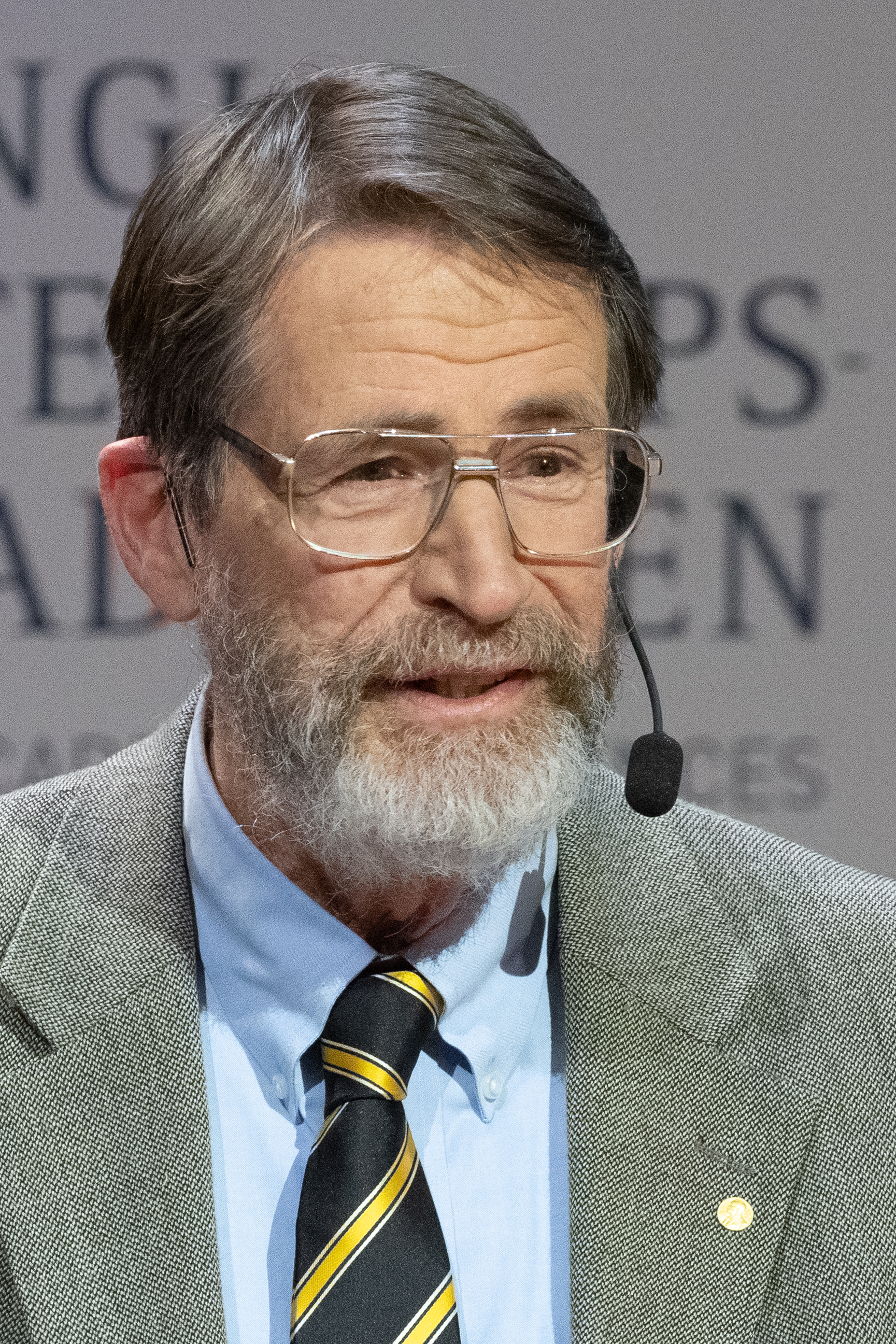
诺奖得主 乔治·P·史密斯
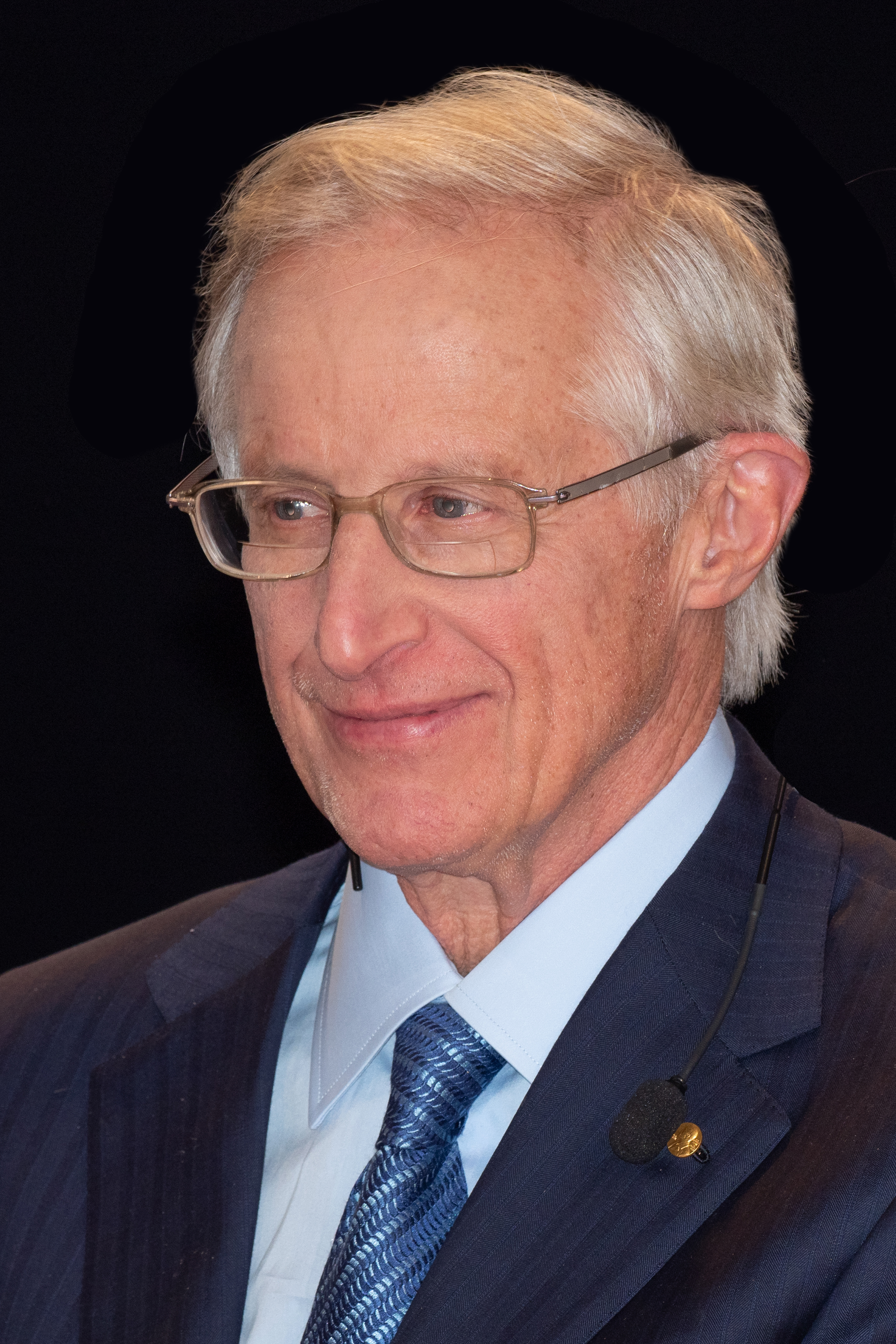
诺奖得主 威廉·诺德豪斯
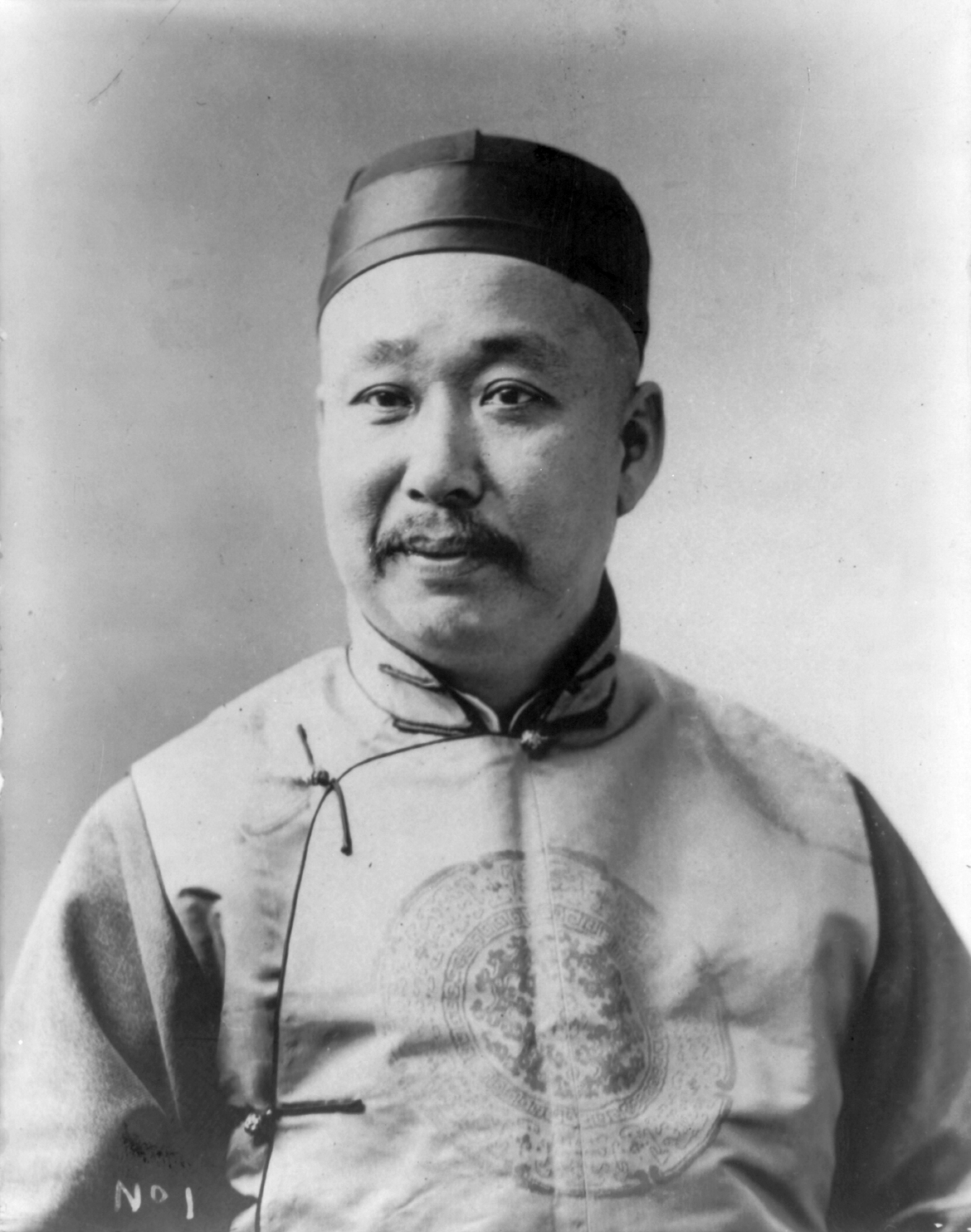
驻美公使 梁诚
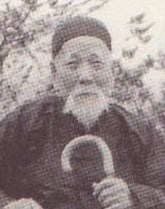
商人 周寿臣

菲利普斯学院的校友中，有两位美国总统乔治·赫伯特·沃克·布什和乔治·沃克·布什、五位诺贝尔奖得主、八位美国荣誉勋章得主。著名的华人校友有驻美公使梁诚、商人周寿臣、建筑家关颂声、金融家唐騮千和企业家张懿宸。

### 诺贝尔奖得主
以下列出菲利普斯学院的诺奖得主。
| 届数   | 姓名                 | 获奖年份 | 奖项类别 | 所属院校     |
| ------ | -------------------- | -------- | -------- | ------------ |
| 1896届 | 乔治·惠普尔          | 1933     | 医学     | 罗彻斯特大学 |
| 1931届 | 威廉·维克里          | 1996     | 经济学   | 哥伦比亚大学 |
| 1935届 | 威廉·斯坦迪什·诺尔斯 | 2001     | 化学     | 哈佛大学     |
| 1958届 | 乔治·P·史密斯        | 2018     | 化学     | 哈弗福德学院 |
| 1959届 | 威廉·诺德豪斯        | 2018     | 经济学   | 耶鲁大学     |

## 流行文化
菲利普斯学院常和菲利普斯埃克塞特学院常被认为是带有特权的新英格兰精英预科学校。威廉·S·迪特里希（William S. Dietrich II）认为，菲利普斯学院等预科学校在20世纪前半叶是“白人盎格鲁-撒克逊新教徒（WASP）特权”的一部分；例如，耶鲁等大学在1930年代招收大量这类预科学校的学生，同时用定额限制了对少数族裔（如犹太人）的招收。1931年《时代周刊》的一篇文章称安多福和埃克塞特两所预科学校是“在体量和声誉上的一对孪生巨人”。约瑟夫·利伯曼在他《公共生活之赞》（In Praise of Public Life）一书中亦写道，在他进入大学时，安多福和埃克塞特本质上是哈佛、耶鲁等常青藤盟校的生源学校。
在1960年代，安多福等预科学校开始重视学生品质，白人盎格鲁-撒克逊新教徒特权从而衰落。但是，这些学校学费昂贵的印象仍保留了下来。美国学者乔纳森·科佐尔在他2005年一书中批评道，安多福和埃克塞特每年学费超过三万美元。
菲利普斯学院常在书籍、电影和电视上出现，比如：
- 在《麦田里的守望者》中，萨莉·海耶斯（Sally Hayes）将霍尔顿·考尔菲德（英语：Holden Caulfield）介绍给了一位在安多福读过书的男孩。[74]
- 弗朗西斯·斯科特·菲茨杰拉德所著的《尘世乐园（英语：This Side of Paradise）》中有数位角色在菲利普斯学院上过学。[75]
- 在电影《美丽心灵》中，约翰·福布斯·纳什的同学对他说：“你就是那个没上过安多福或埃克塞特的穷孩子？”[76]
- 漫威电影宇宙中的钢铁侠被设定为菲利普斯学院1984届校友。[77]